# Górki Noteckie
Górki Noteckie (niem. Gurkow) – wieś w Polsce położona w województwie lubuskim, w powiecie strzelecko-drezdeneckim, w gminie Zwierzyn.

## Położenie
We wsi złożonej ze 185 gospodarstw (1982 roku) najstarsze ślady osadnictwa sięgają neolitu. Osadę z tego okresu odkryto na piaszczystym polu na południu od szosy do Przysieki. W latach 2500–1800 p.n.e. zamieszkiwała tu ludność kultury amfor kulistych. Ślady następnych grup ludności pochodzą z przełomu III i II tysiąclecia p.n.e. i należą do kultury ceramiki sznurowej. W 1935 roku 4 km na południe od Górek znaleziono duże naczynie z małymi uszkami, należące zapewne do ludności kultury łużyckiej. W okresie rzymskim na wschód od obecnej wsi prosperowała także osada, zaś z wczesnego średniowiecza (500- 1100 r.) pochodzi odkryte w okolicy cmentarzysko. W tym mniej więcej czasie powstała istniejąca dziś wieś. O jej wiekowości świadczą zachowane w centrum ślady owalnicy.

## Historia
Wspomnienia prastarych słowiańskich czasów przetrwały w legendach. Jeszcze w początkach XX wieku opowiadano, że na Lipowym Ostrowie koło Górek czczono złego bożka zwanego „Zernebog” (Czarny Bóg).
Wieś związana była powinnościami z grodem w Santoku i dzieliła jego burzliwe dzieje. W 1260 roku wraz z północną częścią kasztelanii santockiej przeszła na własność Brandenburgii. W roku 1326 po raz pierwszy wymieniona została w źródłach jako jedna z miejscowości zniszczonych podczas najazdu Polaków i Litwinów. Wkrótce potem wieś stała się własnością Strzelec. Ponieważ w 1337 roku margrabia Ludwik Starszy potwierdził miastu własność tego lenna. Użyto wtedy nazwy „Gorick”, w następnych latach – Gorik, Gorka, Gorkow, w 1608 roku – Gorcke. Stąd niemiecka nazwa Gurkow. Historycy niemieccy nie ukrywali, że nazwa wywodzi się od słowiańskiego słowa "góra", „pagórek”. Nazwa ma więc charakter topograficzny i odnosi się do niewielkich wprawdzie wzniesień (do 31 m n.p.m.) na terenie wsi, ale wyraźnie zaznaczających się na płaskim terenie. Od nazwy stacji kolejowej i poczty wieś nazywana jest często Górkami Noteckimi.
W końcu XV wieku mieszkańcy wsi zajmowali się głównie rybołówstwem i bartnictwem. Mieszkali tutaj także pasterz, owczarz, młynarz, bednarz, kołodziej i kowal. Z dnia 20 marca 1499 pochodzi przywilej księcia Joachima dla Strzelec, zatwierdzający miastu prawo do własności Górek wraz z dzierżawą pasiek, rybołówstwem i innymi prawami. Okolice wioski musiały być atrakcyjnym terenem łowieckim, o czym świadczą spory Krzysztofa von Ruleicke z Santoka ze starostą Schwalmsbergiem. W 1592 roku kreślono na nowo wysokość powinności dworskich chłopów w Górkach. Na temat innych świadczeń dochodziło do częstych sporów.
W roku 1609 rejencja w Kostrzynie zarządziła, by każdy chłop z Górek dostarczał corocznie lekarzowi w Strzelcach sąg drewna oraz by pracował na rzecz ratusza przez 4 dni: na ugorze, przy orce, przy siewach i nawożeniu. Chłopi przeciwstawili się temu zarządzeniu. W 1610 r. Rada Miejska poinformowała rejencję o buncie podniesionym przez poddanych w Górkach. Chłopi rzucili pod nogi sołtysowi otrzymane rozkazy, wobec czego Rada nakazała zająć nieruchomości należące do stawiających opór. Gdy wójt Poetter ze swymi pachołkami chciał wykonać to polecenie, chłopi odgrażali się, że połamią im karki. Ostatecznie Rada Miejska stłumiła bunt, aresztując jedną kobietę i 4 najstarszych członków gminy.
Wielkie spustoszenie we wsi spowodowała wojna trzydziestoletnia (1618–1648). Rotmistrz von Seydlitz zrabował mieszkańcom całe bydło, a ich samych solidnie poturbował. Po 1648 r. wieś była wyludniona, opuścili ją nawet duchowni, którzy swoje odejście umotywowali brakiem warunków egzystencji. W 1688 r. wytyczona została granica poprzez nadnoteckie bagniska między Starym Kurowem, Gościmiem i Górkami, która w tym rejonie ściśle rozgraniczała posiadłości miejskie Strzelec od elektorskiej domeny, którą zarządzał landwójt w Drezdenku. W Górkach mieszkały wówczas 44 rodziny, zaś sołtys posiadał większy majątek i hodowlę owiec. Na północ od wioski rozciągała się puszcza należąca do Strzelec. W 1692 r. wydano nową ustawę o rybołówstwie, która zlikwidowała wieloletnie spory. Według sprawozdania z 1714 r. ludność utrzymywała się głównie z plonów łąk i rybołówstwa, gdyż pól uprawnych było mało i do tego bardzo złe. W dniu 26 lipca 1718 roku dokonano spisu łanów. Metrykalnie było ich 54, realnie-53. 33 chłopów posiadało po 1,5 łana ziemi, 7 zagrodników po 0,75 łana. Uprawiano głównie żyto, a także jęczmień, owies, grykę, konopie. Sołtys nazywał się Chrystian Fitzner, karczmarz Jan Schiedlach. Wśród chłopów i zagrodników powtarzały się następujące nazwiska: Golcke, Machost, Durre, Sperling, Kortzweg, Greschell, Sdtrauch, Beelitz, Pollack, Lubcke, Franck, Kruschel, Kruse. Był też kowal Bogumił Kasper.
Zabudowa wsi była w większości drewniana.
W 1704 r. duża część Górek leżąca po prawej stronie Pełcza, została zniszczona na skutek pożaru. Drugi wielki pożar miał miejsce w 1723 r. Zbiegł się on w czasie z wielkim nieurodzajem, przez co mieszkańcy popadli w wielką nędzę. Król z tego powodu odłożył im podatki na 3 lata. W roku 1731 wystąpił pomór bydła na bydło i wieś została zamknięta. Z tego powodu mieszkańcy nie mogli brać udziału w polowaniach na wilki, do czego byli zobowiązani. W połowie XVIII w. doszły jeszcze częste wylewy Santocznej i Pełcza. Zdewastowane zostały pastwiska i pola uprawne, w wyniku czego upadła hodowla. Mieszkańcy utrzymywali się głównie z rybołówstwa. Ryby, które mężczyźni złowili wieczorem, kobiety zanosiły pieszo do Strzelec i sprzedawały na targu. Chłopi zobowiązani zostali do pracy pańszczyźnianej na folwarku w Sławnie.
Jeszcze cięższe chwile przeżyła wieś w okresie wojny siedmioletniej (1756–1763). W dniu 3 września 1753 roku do Górek wpadł oddział Kozaków, którzy zrabowali wieś i dopuszczali się okrutnych czynów. Tylko nielicznym mieszkańcom udało się zbiec w pustkowia rozlewisk Noteci. Kozacy spalili 48 zagród chłopskich, zabrali 32 konie i 79 wołów. Po wojnie zostało w Górkach zaledwie 5 budynków mieszkalnych i 8 stodół. Wieś została objęta kolonizacją fryderycjańską. Zniesiono pańszczyznę, na przełomie 1763-64 r. wybudowano nowe zagrody i osiedlono 33 chłopów, którym przydzielono pola i łąki równej wielkości. W latach 1763 i 1765 w ramach regulacji Noteci przez Górki przekopano rów odwadniający. W roku 1763 było 554 domów i 392 mieszkańców, zaś w 1774 roku do szkoły chodziło tu 68 dzieci.
Jeszcze długo po zakończeniu kolonizacji, jak podaje R. Maerz, w Górkach utrzymywała się ludność słowiańska, czyli polska. Na ten temat mamy wiele XVII i XVIII wiecznych przekazów. Jednym z nich jest list pastora Hierona Rostkowiusa z 1684 r., skarżącego się swoim władzom, że w Górkach i Przyłęgu kazania musi wygłaszać po polsku, gdyż nikt go nie rozumie. Jednocześnie wspominał, iż z powodu przygotowania dwujęzycznych kazań ma więcej pracy, a dochody mniejsze. Prof. Bekmann, autor Historii Nowej Marchii, który w czerwcu 1712 roku, przybył do Strzelec stwierdził, iż „większość rybackich wsi nadnoteckich, także Górki, tylko mowę polską znały i tutaj oficjalne obrzędy religijne tylko w tej mowie mogły się odbywać”. Potwierdzeniem tego były też słowiańskie nazwiska chłopów.
W 1764 roku, gdy sprowadzono nowych kolonistów, wśród nich było 16 rybaków, prawdopodobnie Polaków. W dniu 4 lipca 1786 roku, W. A Heinze, doktor filozofii i profesor z Kilonii, zwiedzając dolinę Noteci przyjechał przez polski las do Górek, po czym zanotował, iż mieszka tu łowczy królewski. Dzięki uprzejmości hr. Logau otrzymał w Górkach świeże konie i odjechał do Strzelec.
W roku 1804 rozebrany został stary szachulcowy kościół, stojący na wzgórzu za wsią. Otaczał go cmentarz, po którym od lat międzywojennych pozostało 9 drzew morwowych. Budowę nowego kościoła pw. Niepokalanego Poczęcia NMP pośrodku wsi ukończono dopiero w 1818 roku, w stylu neogotyckim.
Opóźniała ją zapewne wojna napoleońska. Wprawdzie dopiero w 1813 roku, we wsi zakwaterowali dragoni generała von Benckendorffa, jednakże wojna spowodowała zmiany ludnościowe.
Według danych z 1809 roku w Górkach był sołtys, 32 chłopów, 7 zagrodników, 6 wolnych ludzi, 5 chałupników, 36 komorników, 1 chłop kościelny, 3 karczmarzy, kowal, leśniczy; łącznie 515 ludzi na 43 łanach i w 46 domach. Natomiast spis z 1813 roku, podawał liczbę 392 ludzi w 54 budynkach. Oprócz 32 gospodarzy było 7 chłopów małorolnych, 6 starszych chałupników i 2 kowali.
Ważnym wydarzeniem dla mieszkańców Górek było otwarcie w październiku 1857 roku linii kolejowej. Stacja znajdowała się w odległości 1,5 km od wsi. W grudniu 1864 roku. Górki liczyły już 1100 mieszkańców i składały się z 53 dużych i 54 małych gospodarstw. Chłopi płacili 493 talary podatku gruntowego. Sołtysem był Ferdynand Klug. Urząd ten należał do tej rodziny już od końca XVIII w. Przez kolejne zakupy sołtys Klug powiększył znacznie majątek rodziny, nabywając między innymi nieruchomości w Strzelcach.
W wojnie prusko-francuskiej w 1870 roku zginęło 5 mieszkańców Górek. W roku 1919 wieś liczyła 1281 mieszkańców, a w 1925 liczba ludności obniżyła się do 1225 osób, zaś w 1939 do 1 189. W roku 1924 wieś została zelektryfikowana, w latach 30. wybudowano na terenie Górek liczne fortyfikacje żelbetowe. We wsi był tartak, zakład naprawy maszyn rolniczych, wiatrak, 4 młyny wodne, 2 stacje benzynowe, 3 sklepy masarskie, 2 piekarnie, 2 stolarzy, 2 kołodziejów, rymarz, 2 dentystów, posterunek policji, położna, poczta.
Górki zostały zajęte 31 stycznia 1945 roku przez oddziały 2 Armii Pancernej Gwardii. Wkrótce wieś włączono do Polski. Dotychczasowi jej mieszkańcy zostali wysiedleni do Niemiec. Zastąpili ich przesiedleńcy z Polesia, którzy długo zachowali swój folklor. Na przełomie marca 1945 roku utworzono posterunek MO, w dniu 16 września 1945 roku, założono pierwsze w powiecie strzeleckim koło SL, w dniu 1 października 1945 r. poświęcono kościół. W pierwszych latach po wojnie Górki były wsią gromadzką w gminie Zwierzyn, a w latach 1953-73 były siedzibą Gromadzkiej Rady Narodowej. W roku 1958, mieszkało tu 975 osób, według NSP z 1970 r. – 1100 osób, w tym 558 kobiet, w 1978 r. – 1017, w tym 495 kobiet. W styczniu 1988 r. Górki liczyły 984 mieszkańców w 205 domach, w styczniu 2000 – 1020 mieszkańców.
W latach 1954–1972 wieś należała i była siedzibą władz gromady Górki Noteckie. W latach 1975–1998 miejscowość należała administracyjnie do województwa gorzowskiego.